# Wstęgor grzywiasty
Wstęgor grzywiasty (Zu cristatus) – gatunek morskiej ryby głębinowej z rodziny wstęgorowatych (Trachipteridae). Jest typem nomenklatorycznym rodzaju Zu.

## Występowanie
Występuje w Morzu Śródziemnym oraz w Atlantyku w rejonie wysp Azorów i Madery. Żyje na głębokości do 90 m.

## Cechy morfologiczne

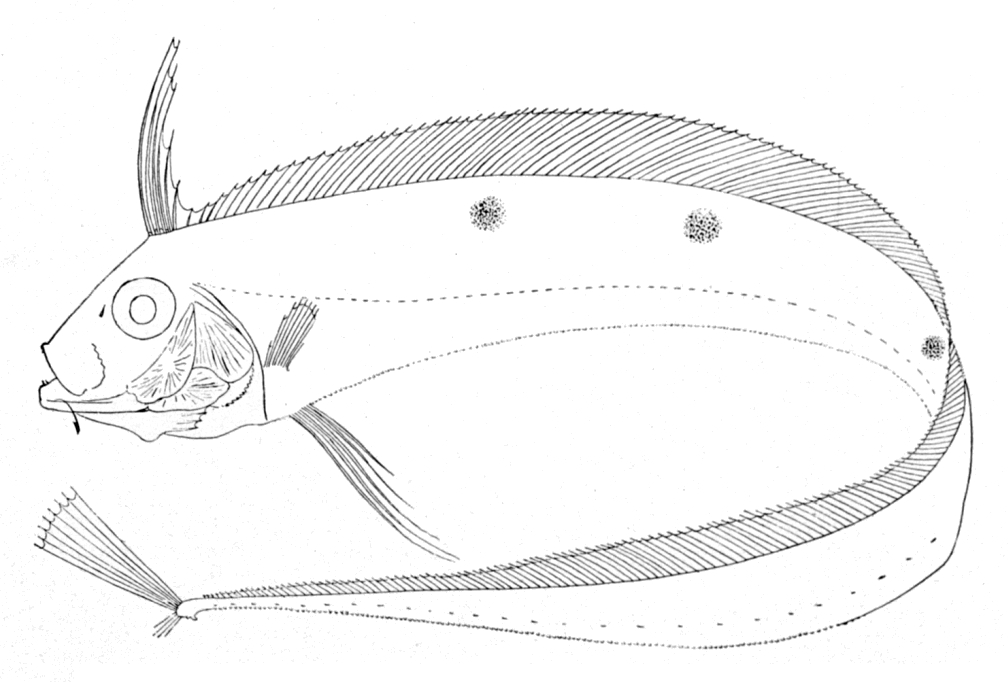
Rysunek

Osiąga długość 118 cm.